# Eudoxie Péan de la Roche-Jagu
Eudoxie Françoise Péan de la Roche-Jagu, née le 28 avril 1805 à Brest et morte le 24 août 1870 à Paris, est une compositrice française.

## Biographie

### Jeunesse et études
Eudoxie Françoise Péan naît le 8 floréal an XIII (28 avril 1805) dans le centre de Brest, un an à peine après le mariage de ses parents, Georges Louis Antoine Péan, sous-directeur des hôpitaux maritimes, et Françoise Éléonore Poulain.
Elle commence ses études à Brest, avec des professeurs particuliers. Dès son arrivée à Paris, elle suit les cours de Henri-Montant Berton.

### Carrière
Elle compose son premier opéra Le Tuteur dupé, basé sur la pièce de Jean-François Cailhava de l'Estandoux, qui est créé la même année à Brest. En 1847, elle compose La Jeunesse de Lully qui est créé au Théâtre de Montmartre, puis à Brest la même année. 
Après plusieurs années de déboires, elle publie en 1861 ses mémoires d'artiste. 
Elle meurt dans le 9e arrondissement de Paris le 24 août 1870.

## Œuvres

### Musique
- Le Tuteur dupé, opéra-comique en trois actes
- Nell ou le Gabier d’Artimon, opéra en trois actes
- Gil Diaze, opéra en deux actes
- Les Deux Novices, mélodie pour deux voix et piano
- 1847 : La Jeunesse de Lully, opéra en trois actes
- Le Retour du Tasse, grand-opéra en un acte
- Le Mousquetaire
- Le Jeune Militaire ou la Trahison
- Simple et Coquette, opéra en un acte
- La Triple Alliance, cantate

### Littérature
- Mémoires artistiques de Mlle Péan de La Roche-Jagu, écrits par elle-même, Paris, Ledoyen, 1861 (lire en ligne), « Mon arrivée à Paris », p.20-25